# 特勤

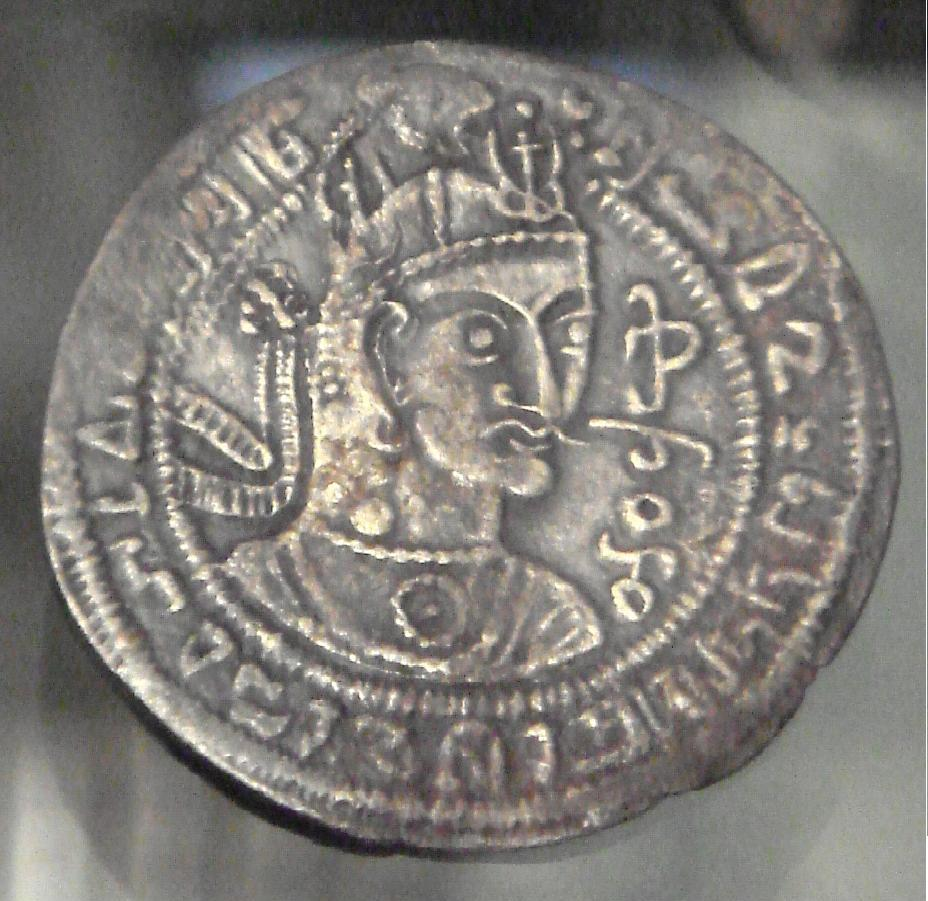
可能是嚈噠統治者沙赫特勤（Shahi Tegin）時期的錢幣，鑄造於公元728年

特勤（羅馬化：tegin，或作直勤、敕勤、提勤、地勤），有時被錯誤地寫作「宜勤、宜勒、直勒、特勒」，是一個曾被廣泛使用於內亞的頭銜，拓跋鮮卑、嚈噠、柔然、古突厥與許多內亞族群都曾使用過特勤這個稱號。《新唐書》作者認為它是一個突厥頭銜，通常用於可汗家族的年輕成員的名字。然而，路易斯·利蓋蒂指出「tegit」並非突厥語的複數形式，因此對其突厥語來源表示懷疑。根據麻赫穆德·喀什噶里的說法，「特勤」的意思是「僕人、奴隸」（kul、köle）。
很多突厥人也有特勤稱號，其中最有名的是闕特勤、創立加兹尼王朝的阿尔普特勤和創立高昌回鶻的龐特勤。
隨著時間的推移，“特勤”在南亞和中東地區也成為平民受尊敬的頭銜。

## 名稱
特勤的「勤」跟「勒」的漢字字形相近，因此在許多漢文史料裡，「勤」經常被誤寫為「勒」，而在過去的中國，學者們對於「勤」與「勒」何者正確的意見不一。

### 「勒」正確說
北宋的史學家司馬光在編纂《資治通鑑》時就注意到了這個問題，並將其記錄在《通鑑考異》裡面，但他最終採用的是錯誤的「勒」而非「勤」。晚明的學者顧炎武在其著作《金石文字記》裡也認為「特勒」是正確的形式，而不是古代碑銘上刻的「特勤」。

### 「勤」正確說
第一個認為「勒」字為誤的人是蒙元的官員耶律鑄，他在《雙溪醉隱集》中認為《闕特勤碑》上的「特勤」才是正確的字。清朝的史學家錢大昕也認為「特勤」是正確的譯寫形式，他反駁了顧炎武的觀點，原因是華人不懂突厥人的語言，由他們轉寫的史書比不上當時唐帝國官員所撰的碑銘來得可信。

## 使用
特勤通常為皇室宗族的男性成員所擁有，但有時也會作為政治手段被授給異姓或異族，賜予被接受者宗親的地位，以加強彼此的關係，如古突厥就曾號於隋朝末年前來依附的張長遜為「割利特勤」。
契丹人称为惕隐。